# رود ایست لین
رود ایست لین رودی است به کانال بریستول می‌ریزد. این رود از کشور بریتانیا می‌گذرد.